# André Lacaze (rugby à XIII)
Pas d'image ? Cliquez ici

a Compétitions nationales et continentales officielles uniquement.

b Matchs officiels uniquement.
André Lacaze, né le 14 décembre 1930, est un joueur et arbitre de rugby à XIII dans les années 1950 et 1960.
Il connaît au cours de sa carrière le club de Villeneuve-sur-Lot où il y remporte un titre de Coupe de France en 1958 et de Championnat de France en 1959. Il rejoint ensuite Toulouse où il dispute une finale de Coupe de France en 1962.
Fort de ses performances en club, il est sélectionné à de nombreuses reprises en équipe de France prenant part à la Coupe du monde 1960.
Après sa carrière sportive, il devient arbitre de rugby à XIII, arbitrant notamment les finales du Championnat de France en 1968 et 1977.

## Biographie
Dans le civil, il travaille comme ajusteur.non machiniste sncf ( conducteur)

## Palmarès

### En tant que joueur
- Collectif :
  - Vainqueur du Championnat de France : 1959 (Villeneuve-sur-Lot).
  - Vainqueur de la Coupe de France : 1958 (Villeneuve-sur-Lot).
  - Finaliste de la Coupe de France : 1962 (Toulouse).